# Ellbögen
Ellbögen is een gemeente in het district Innsbruck Land van de Oostenrijkse deelstaat Tirol.
Ellbögen bestaat uit meerdere woonkernen die over het gemeentegebied verspreid liggen. De gemeente ligt 12 kilometer ten zuiden van Innsbruck, aan de oostelijke zijde van het Wipptal. Het gemeentegebied wordt in het westen begrensd door de rivier Sill, in het noorden door de Ruggschreiner Bach en in het zuiden door de uit het Arztal afkomstige Falkasanerbach. Daartussen ligt het Viggartal, dat door de Mühlbach doorstroomd wordt. De grootste toeristische trekpleister in het Viggartal is het op 1707 meter hoogte gelegen Meißnerhaus. Kernen in de gemeente Ellbögen zijn Dörfl, Hennenboden, Tarzens, St. Peter, Mühltal, Niederstraße, Oberstraße, Oberellbögen, Innerellbögen en Erlach. De inwoners verkrijgen inkomsten vanuit de landbouw en het toerisme, maar is daarnaast ook een forensengemeente.

## Geschiedenis
De zonnige helling van Ellbögen op de berg Patscherkofel werden reeds in de oertijd nederzettingen gebouwd en in 1967 werd door een grafvondst in St. Peter aangetoond dat in vroegere tijden Illyriërs het gebied hebben bewoond. Nadat de Bajuwaren het gebied waren binnengetrokken werden de graven van Andechs en later de landsheren van Tirol de grootste grondbezitters. In 1032 werd in een schenkingsoorkonde van Arnold van Andechs aan het stift Benediktbeuern Tarzens auf dem Ellbögen genoemd.
De 23 kilometer Zoutstraat (Duits: Salzstraße) van Hall in Tirol via Ampass, Patsch en Ellbögen naar Matrei am Brenner is van grote betekenis geweest voor de gemeente. Deze verbindingsweg tussen het Unterinntal en het Wipptal is vermoedelijk reeds door de Romeinen aangelegd. Als gevolg van de zoutmijn in Hall ontwikkelde zich een druk verkeer en in Ruggschrein werd een tolhuisje geplaatst. Het transportverkeer werd gekenmerkt door de aanwezigheid van vele herbergen en de in 1395 vermelde smederij aan de Mühltaler brug. De weg diende bovendien tijdens diverse oorlogen steeds weer als transportroute voor troepen.
Van economisch belang was de mijnbouw in chalcopyriet en pyriet in het Viggartal en het Arztal in de 16e en 17e eeuw. Het erts moest echter naar een smelterij in Ehrwald worden gebracht, wat de ertswinning in 1649 onrendabel maakte.

## Bezienswaardigheden
De laatgotische parochiekerk werd in 1472 gebouwd en aan het einde van de 18e eeuw in Barokke stijl verbouwd. De molen bij de Falkasanerbach is bovendien een bezichtiging waard. De Hinterlocher molen bevindt zich in Innerellbögen. In het kamrad is het jaartal 1738 uitgesneden, dat waarschijnlijk wijst op de vernieuwing van dit transmissiedeel. Omdat de molen tot 1951 in bedrijf is geweest en het kamrad op dat moment nog steeds functioneerde, is de molen wellicht nog ongeveer tweehonderd jaar ouder en dus gebouwd ergens halverwege de 16e eeuw. Tegenwoordig wordt de molen enkel nog in bedrijf gesteld bij het tentoonstellen aan toeristen.